# Єжиха
Єжи́ха (рос. Ежиха) — станційне селище у складі Котельницького району Кіровської області, Росія. Входить до складу Єжихинського сільського поселення.
Населення становить 508 осіб (2010, 792 у 2002).
Національний склад станом на 2002 рік — росіяни 97 %.